# Marco Antonio Lanz Galera
Marco Antonio Lanz Galera (5 de febrero de 1922-31 de agosto de 1953) fue un abogado y defensor de derechos humanos mexicano, nacido en Coyoacán, Ciudad de México.

## Biografía
Era hijo de Pablo Lanz Galera y Dolores Montalvo Quijano. Estudió Derecho en la Universidad Nacional Autónoma de México. Defendió la legalidad, seguridad, integridad personal, libertad y seguridad jurídica de miembros, militantes y simpatizantes de la Federación de Partidos del Pueblo Mexicano (FPPM), partido que sostuvo la candidatura presidencial de Miguel Henríquez Guzmán en 1952. 
Como militante político, Lanz Galera se opuso al régimen de los presidentes Miguel Alemán Valdés y Adolfo Ruiz Cortines, denunciando en numerosos discursos y mítines la violencia política de Estado desplegada por cuerpos represivos, como la recién creada Dirección Federal de Seguridad (DFS) y el Estado Mayor Presidencial. También encabezó el Comité de Defensa de Reos Políticos y la búsqueda de militantes detenidos y desaparecidos de la Federación de Partidos del Pueblo Mexicano(FPPM), lo que le costó la vida. 
Dedicó su vida a defender a los perseguidos y presos políticos y fue víctima de prisión arbitraria, acusado de asesinar a un correligionario en un mitin el 16 de marzo de 1952. Quienes lo imputaron fueron los dirigentes del Partido Revolucionario Institucional (PRI), Alfonso Corona del Rosal y Jesús Yurén pero en aquel entonces dicho partido tenía el control por lo que los jueces retuvieron preso a Lanz Galera 1 año y 10 días. Después de una defensa que él mismo dirigió, Lanz fue exonerado el 26 de marzo de 1953, momento en el que vuelve a la labor de defender a los henriquistas perseguidos. 
Aun cuando la carrera profesional y política de Lanz Galera fue muy breve, ganó fama como defensor del derecho de amparo que promovió incontables veces para asegurar los derechos de los militantes y simpatizantes de la Federación de Partidos del Pueblo Mexicano (FPPM) quienes sufrían prisión política, tortura y desaparición forzada por ser opositores o disidentes y todo esto atrajo la atención de los sicarios del gobierno que empezaron a seguirlo y amenazarlo. 

## Muerte
El 31 de agosto de 1953 en la Dirección Federal de Seguridad, el subdirector de Investigaciones de la DFS, Gilberto Suárez Torres, ordenó a los agentes Jorge Lavín de León y Gustavo L. Mejía detener a Lanz Galera sin ninguna justificación. Acto seguido, los agentes lo subieron a una patrulla, lo golpearon brutalmente y Lavín le disparó y remató con otro tiro en la cabeza. Después de un rato, creyéndolo muerto, lo dejaron en la Cruz Roja. A pesar de su estado de gravedad, Lanz Galera, pudo declarar ante el agente del Ministerio Público: “Fui detenido por la Dirección Federal de Seguridad porque pertenezco a la Federación de los Partidos del Pueblo. Y por esa razón fui herido. Sé que estoy muy grave y que puedo morir. Acuso de mi muerte al coronel Leandro Castillo Venegas”. El abogado falleció a las 19:35 horas. Tenía 31 años y solo 3 de carrera profesional y política.  
Un numeroso grupo de correligionarios lo esperaba ante su féretro en Donato Guerra, donde colgaba la siguiente inscripción: “En este local de la FPPM será velado el cadáver del mártir y patriota Lic. Co. Marco Antonio Lanz Galera, asesinado villanamente por agentes de la Policía Federal de Seguridad. El pueblo es inmortal”. 

## Cambio de nombre de la sede principal de la CNDH

Desde el 18 de mayo de 2023, el edificio sede de la Comisión Nacional de los Derechos Humanos (CNDH), fue renombrado “Marco Antonio Lanz Galera”, en honor del defensor de los presos políticos. 

Como un acto de desagravio a las víctimas de violencia política de Estado de los años 1951-1990 y para dejar de enaltecer a quienes fueron parte del aparato de simulación, la presidenta Rosario Piedra Ibarra develó un retrato al óleo de Lanz Galera en la sede principal de la CNDH, obra del pintor Espartaco Rosales, e inauguró una exposición con imágenes y documentos sobre la vida de quien también fue defensor del derecho de amparo.